# Leucophenga argentina
Leucophenga argentina är en tvåvingeart som först beskrevs av Johannes Cornelis Hendrik de Meijere 1924.  Leucophenga argentina ingår i släktet Leucophenga och familjen daggflugor.